# Burgebrach
Burgebrach è un comune tedesco di 6 474 abitanti, situato nel land della Baviera.

## Economia e infrastrutture
Burgebrach ha un proprio ospedale, il Steigerwaldklinik. Ci sono inoltre molti venditori al dettaglio, come la 'IDEAL Automotive' e Thomann, un affermato venditore online di strumenti musicali e accessori.